# すべらない話一覧
すべらない話一覧（すべらないはなしいちらん）とは、これまで人志松本のすべらない話と、そのスピンオフ企画で披露した話のタイトルの放送回別の一覧である。
太字で記載されているものはその回のMVP（ゴールデンタイムでの放送ではMVS）。#印は未放送である。また、スピンオフの「大輔宮川と千豊小籔～」のMVPは番組放送時では発表されず、その後の本選にて放送された。
各タイトル名は放送されたものやDVDに収録されているものとあえて同一にしてあるため、本来の正しい表記ではない可能性がある。
またザ・大傑作選については過去に放送したすべらない話のみで構成されているため、割愛している。

## 人志松本のすべらない話

### 第1弾（2004年12月28日）
- 松本人志（ダウンタウン）
  - HIROが乗る原チャリ
  - 松本が見た夢
- 千原浩史（千原兄弟）[3]
  - ナイーブな芸人 清水さん
  - 先輩 木村祐一
  - 兄 ベトナムにて
  - 兄 自動車学校にて
  - 兄 川にて
  - 吉本ライブの司会 きよし師匠#
  - バイク事故後 病院で…#
- 宮川大輔
  - 山での出来事
  - 食事へ向かう途中[4]
  - 姉のアゴ矯正
  - 高校の同級生 ジュリー
  - 熱帯魚
  - 球技大会での出来事
- ほっしゃん。
  - 映画 竜の子太郎
  - ジュウシマツの危機
  - 寄付した星のセーター
  - ヘラクレスオオカブトの幼虫
  - 猛獣の世話
  - ロスのユニバーサルスタジオ#
- 河本準一（次長課長）
  - 犬のタロ吉[5][6]
  - 河本の母
  - 姉がレズ[7][8]
  - 2人目のオヤジ
  - 雑煮の番#
- 佐田正樹（バッドボーイズ）
  - 修学旅行
  - 佐田の父
  - 佐田の父親#

### 第2弾（2005年3月29日）
- 松本人志
  - BARで出会ったオバサン
  - 季節はずれに寒かったある日[9]
  - タイ料理屋で会った きよし師匠#
- 千原浩史[3]
  - 親身なタクシー運転手
  - 兄 山本寛斎ショーにて
  - 兄 楽屋にて
- 宮川大輔
  - 憧れの女の子とデート
  - アニメソング大全集
  - 家族で遊びに行った時の出来事
  - SMマニアのオヤジ#
  - オカンのオッパイ#
  - 後輩サダと野良イヌ#
- ほっしゃん。
  - 軟式テニス部での出来事
  - オヤジと露天風呂へ
- 河本準一
  - おかんの学芸会
  - 入院中に気付いた法則
  - 「姉がレズです」その後···
  - 3人目のオジサン[10]
- 黒田有（メッセンジャー）
  - 巻き寿司
  - 怒らない男 島木譲二
  - 盗まれた給食費
  - オカンのひっくりかえった事件[5]
  - 貧乏ゆすり#
  - 流行りのマクドナルド誕生日#

### 第3弾（2005年9月27日）
- 松本人志
  - 今年の誕生日
  - モザイク消し
  - 後輩とグアム旅行#
- 千原ジュニア
  - 遠足前の集会
  - 温泉宿
- 宮川大輔
  - 小学校の友達 エンボウ
  - 小学校の友達 クニゲン
  - 松本さんと沖縄旅行
  - 石垣島旅行での松本さん#
- ほっしゃん。
  - 先輩芸人 シベリア文太
  - ジェットコースターで撮影
  - 京唄子 師匠
  - ホテルでの出来事
  - 大師匠#
  - スパルタ塾のビンタ#
- 河本準一
  - おかん
  - おかん ゴマが喉に···
  - おかんとおとんと···
  - 実姉がレズ~「姉がレズ」その後···
  - 左腕の骨折#
- ケンドーコバヤシ
  - 親父
  - 希望総連おじさん
  - お洒落な千原ジュニア
  - 札幌の夜#
- 高橋茂雄（サバンナ）
  - へたれの友人 寺田くん
- 川島明（麒麟）
  - 厳格な親父

### 第4弾（2005年12月27日）
- 松本人志
  - おかんの愛情
  - テレビを観ていて···
- 千原ジュニア
  - キム兄
  - 陣内智則と屋台村
  - 板尾創路
  - 兄 千原靖史
  - 兄 靖史 新幹線にて
  - おばあちゃん#
- 宮川大輔
  - ほっしゃん。の家で···
  - 渋谷のカラス[11]
  - コンパでの出来事[12]
- ほっしゃん。
  - シベリア文太のバイト
  - チュパチャップス初メイン番組
- 河本準一
  - 町内会の祭り
  - 先輩芸人 陣内智則
  - 小学校の親友 スガちゃん
- ケンドーコバヤシ
  - 関西の重鎮 浜村淳
  - 寝室の両親
  - 真冬の秘湯ロケ#
- 有田哲平（くりぃむしちゅー）
  - くりぃむのマネージャー
  - 事務所の後輩
  - 相方 上田晋也
  - どっきりのロケにて
  - 地方のランパブにて···#
- 矢作兼（おぎやはぎ）
  - 所属事務所 人力舎
  - 中山秀征の業界用語
  - 守ってくれる力#

### 第5弾（2006年3月28日）
- 松本人志
  - アメリカの飛行機にて…
  - サウナにて…
  - 赤信号#
- 千原ジュニア
  - 名古屋のタクシー
  - 八丈島のキョン
  - 緊張した後輩#
  - 焼き肉店にて#
- 宮川大輔
  - 高校のアメカワ先生
  - お父さんと夜道で競争
  - ワカバヤシ先生の説教
  - 赤玉#
  - カップルでキャンプ#
- ほっしゃん。
  - 奇跡
  - ゴミ捨て場のおばさん
  - 電気ビリビリいたずらグッズ
- 河本準一
  - おかんと犬山モンキーセンター
  - おかんとおとんと寝室で…
  - お寺でデート
- ケンドーコバヤシ
  - フィリピンのコーディネーター
  - レイザーラモンRGが妻夫木聡を···[13]
  - 宝恵駕（ほえかご）
  - ミキちゃん#
  - ミキちゃんそのあと···#
- 徳井義実（チュートリアル）
  - 犬のコロ
  - 友達のエロビデオ#
- 綾部祐二（ピース）
  - 背番号7
  - ドア修理の業者
  - 道具を大切に···#

### 第6弾（2006年6月26日）[14]
- 松本人志
  - 鯛めし屋で会った きよし師匠#
  - 食事へ向かう途中
  - 姉がレズ＋犬のタロ吉（途中で断念）
- 千原ジュニア
  - 兄 楽屋にて
  - 吉本ライブの司会 きよし師匠#＋食事へ向かう途中（途中で断念）
  - 食事へ向かう途中
  - 親身なタクシー運転手
  - 焼き肉店にて#
  - ナイーブな芸人 清水さん
- 宮川大輔
  - 食事へ向かう途中
  - 食事へ向かう途中（途中で断念）
  - 憧れの女の子とデート
  - 熱帯魚
- 河本準一
  - 犬のタロ吉
  - おかんの学芸会
  - 姉がレズ
  - 河本の母
- ほっしゃん。
  - 軟式テニス部での出来事
  - 映画 竜の子太郎
  - HIROが乗る原チャリ
  - 真冬の秘湯ロケ#
  - 猛獣の世話
- ケンドーコバヤシ
  - 寝室の両親
  - 関西の重鎮 浜村淳
  - お洒落な千原ジュニア＋α
  - 真冬の秘湯ロケ#[15]

### 第7弾（2006年9月26日）
- 松本人志
  - おかん
  - 雑誌の取材中
  - アダルトDVD
  - 焼き鳥屋さんにて···#
- 千原ジュニア
  - 稲垣マネージャー
  - ホステスのケンカ
- 宮川大輔
  - ボーイスカウト
  - 数学のテラオ先生
  - 姉の胸
- 後藤輝基（フットボールアワー）
  - 彼女が家に来た日
  - サンタさん
  - 超合金のオモチャ#
- トシ（タカアンドトシ）
  - ネタ打ち
  - 落語家とマジシャン
  - 家族で手巻き寿司#
- 塚地武雅（ドランクドラゴン）
  - 厳格な日本史の先生
  - 相方・鈴木拓
  - 中3と中2の決闘にて···
  - 駅で会ったおばあちゃん#
- ハチミツ二郎（東京ダイナマイト）
  - カナダのドラッグストア
  - イシダ君とコウモリ
  - 高校時代のバイト#
- チャド・マレーン（ジパング上陸作戦）
  - 最近気づいた事
  - ひいひいひいおじいさん[16]

### 第8弾 年末拡大SP（2006年12月29日）
- 松本人志
  - スキャンダル
  - 同級生 モリオカ君
  - 同級生 モリオカ君のオカン
  - オカンの誕生日
  - 同級生のモリオカ君の家#
- 千原ジュニア
  - 大阪のおばちゃん
  - 後輩が靖史宅にて宿泊
  - 残念な兄
  - ケンドーコバヤシ
- 宮川大輔
  - ボーイスカウトのキャンプ
  - ハワイ舞台公演
  - タンポン#
- ほっしゃん。
  - 羽アリ
  - 動物病院にて···
  - 妹の初恋#
  - マッサージ屋さんにて···#
- 河本準一
  - 小学校のクロセ先生
- ケンドーコバヤシ
  - 新幹線のトイレ
  - ラーメン店にて
- 関根勤
  - テレビで格闘技観戦
  - 長嶋一茂のこだわり
  - マッハの浅井
- 水道橋博士（浅草キッド）
  - 長嶋一茂
  - ビデオショップにおつかい
  - 落としの××さん#
- 小沢一敬（スピードワゴン）
  - 罰ゲーム
  - 空港にて
  - 相方 井戸田
  - 幼なじみのシンヤ#
- 田村裕（麒麟）
  - 中2の夏休み
  - 公園暮らし
  - 白いご飯
  - 運がない

### 第9弾（2007年3月27日）
- 松本人志
  - 同期のトミーズ雅
- 千原ジュニア
  - 板尾さんと銭湯
  - ピュア
  - ゴリラ三兄弟#
- 宮川大輔
  - 姉の入浴を撮影
  - ジョーダンズ三又さん
  - ジュニアさんの着替え
  - 僕、もう話無いです
  - 美術の時間#
- 有野晋哉（よゐこ）
  - よゐこ
  - フロアディレクター
  - 出川さん#
  - 先輩のシマムラさん#
- 山崎弘也（アンタッチャブル）
  - おばあちゃん登場
  - 桜えび漁
  - うどん屋さんにて
  - 部屋で寝ていたら···#
  - サイン#
- 吉田敬（ブラックマヨネーズ）
  - オカンからのメール
  - 楽しい大阪
  - ぼんちおさむ師匠
  - 20才の時···#
- 関暁夫（当時ハローバイバイ）
  - マグロ漁船
  - おばあちゃんとお風呂
  - パン屋さんにて···#
  - 寿司職人の父#
- 西野亮廣（キングコング）
  - コンビニのエロ本
  - USJのお姉さん
  - ジュラシックパーク#

### 第10弾 ザ・ゴールデンSP（2007年6月2日）
- 松本人志
  - おかんからの手紙
  - マンションの駐車場にて···
  - しっかりしてそうな木村祐一
  - タイにて···#
  - アダルトDVD#
  - 六甲山にて···#
- 千原ジュニア
  - 丁寧なタクシー運転手
  - サラリーマンの握手
  - キム兄スキンヘッドに···
  - せいじ ホテルにて···#
  - 女の子のお迎えで···#
- 宮川大輔
  - 天然素材時代の宮迫さん
  - レジャービルで宿泊
  - ストレス発散ショー#
  - 皮膚科にて···#
- ほっしゃん。
  - 安売りの洗剤
  - ダイナマイト
  - ソフトクリーム#
- 河本準一
  - エレベーターにて···
- ケンドーコバヤシ
  - 大阪御堂筋にて···
  - アメリカ人の兄弟
  - 東京駅のトイレにて···#
- 関根勤
  - 芸能界の大御所スタッフ
  - ハワイのホテル
  - リポート#
  - 他人に勝てるもの#
- 木村祐一
  - どん臭い後輩サカガミ[17]
  - 車屋さんのキクチ
  - 運転免許試験場#
  - 後輩のハシモト#[18]
  - ジュニアの失敗#
- 東野幸治
  - 新大阪駅でおばちゃんと決闘
  - ぼったくりバー#
  - 変わり者の父#
  - リクガメ#
- 宮迫博之（当時雨上がり決死隊）
  - 嫁
  - 国立大卒のマネージャー
  - 妹#
- 大竹一樹（さまぁ〜ず）
  - タイの偉いお坊さん
- 黒田有
  - おかん便器を壊す
- 小籔千豊
  - 同じ顔
  - キョンキョンと···
- 小杉竜一（ブラックマヨネーズ）
  - ハゲがバレた日
- 後藤輝基
  - 無言電話
  - 福井のホテル#
  - 丁寧な女の子#

### 第11弾（2007年9月25日）
- 松本人志
  - 兄の単身赴任
  - 亡くなったおじいちゃんが···
  - 楽屋におばはんが···#
- 千原ジュニア
  - 今田さんと板尾さん
  - せいじ マラソン大会にて···#
- 宮川大輔
  - ほっしゃん。と二人きりの夜
  - 宮迫さんと二人きりの夜
  - ボディコンのおっさん#
- 濱口優（よゐこ）
  - 雑誌の表紙[19]
  - ミスハワイ師匠
  - 名前の間違い
  - 食事制限#
  - 両親の···#[16]
- 兵動大樹（矢野・兵動）
  - 割れたグラス
  - くじ
- 設楽統（バナナマン）
  - 怪しい気配
  - 相方・日村
  - 謎の包み···
- 吉田敬
  - 相方・小杉
  - プレッシャー
- 加藤歩（当時ザブングル）
  - 部屋の鍵
  - 警官と口論
  - スポーツジムにて···#
- 若月徹（当時若月）
  - 弟の亮
  - ウエちゃん

### 第12弾 ザ・ゴールデンSP2（2007年12月29日）
- 松本人志
  - カーナビ
  - サウナ
  - パンツ#
  - お弁当#
  - 写真週刊誌#
- 千原ジュニア
  - 無念な兄
  - 天然の後輩 堤
  - ヤンママ#
- 宮川大輔
  - フィリップ君[20]
  - Tシャツ
  - 女の子とデート#
  - 北島三郎さん#
  - 小学校の友達　クニゲン②#
- ほっしゃん。
  - 携帯電話
  - 万引き犯#
- 河本準一
  - 千原ジュニア
- ケンドーコバヤシ
  - マネージャー
  - 舐める犬#
- 伊集院光
  - 圓楽師匠の前座
  - 催眠術
  - ハワイ#
  - 一晩で···#
- 木村祐一
  - 喫茶店
  - 大山のぶ代さん
- 水道橋博士
  - アントニオ猪木
  - 占い#
  - たけしさんのオーラ#
- 大竹一樹
  - 食堂のおばちゃん
  - 工場の犬#
- 兵動大樹
  - たっくん
  - 空港のトイレにて···
- 陣内智則
  - 初めての衣装
  - 夫婦のルール
- 田中直樹（ココリコ）
  - 夏休みの宿題
  - 家路にて···
  - 香港にて···#
  - やさしい藤井隆#
- 藤井隆
  - オーラ
  - サックス#
- 山崎弘也
  - 記憶力
  - おかあさん
  - 合コンで···#
  - 地方にて···#
  - ジムにて···#
- ゴリ（ガレッジセール）
  - 親父の浮気
  - 子犬に···#
- 徳井義実
  - 親父の誕生日
  - 知り合った女の子#

### 第13弾（2008年3月25日）
- 松本人志
  - 矢沢永吉
  - 大輔とアキ
  - ダメな後輩#
- 千原ジュニア
  - 後輩・若月亮
  - 千葉の居酒屋にて···#
  - はなまるマーケットにて···#
- 宮川大輔
  - 銭湯にて···
- 有田哲平
  - 個室ビデオ
- 木下隆行（TKO）
  - 松竹と吉本
  - 調子乗りの母#
- 荒木良明（バイキング）
  - 相方・ケンの父親
  - 三又との初対面
  - 登校中の電車にて···#
  - 清原選手#
- 小籔千豊
  - 略礼服
  - Sの女#
  - 舞台稽古#
- 青木さやか[21]
  - 指
  - 義理の母#

### 第14弾 ザ・ゴールデンSP3（2008年6月21日）
- 松本人志
  - 虫歯で留守番
  - 大御所の師匠
  - 相方 浜田雅功
- 千原ジュニア
  - スター
  - 米寿のお祝いで···
  - せいじ 小5の時#
- 宮川大輔
  - お風呂屋さんにて···
  - カブトムシの交尾#
- 河本準一
  - オカンとジャンケン
  - リズム
  - ラジカセ#
- ほっしゃん。
  - ジャングルの露天風呂
  - 奥さんの危機管理
  - スポーツジムにて···#
  - DonDokoDon平畠#
- ケンドーコバヤシ
  - ラーメン屋にて···
- 兵動大樹
  - 無料トランポリン
- 濱口優
  - アントニオ猪木さん
  - 隣の家から···
- 世界のナベアツ（当時ジャリズム）
  - ラーメン屋の店員
  - 嫁#
- 有田哲平
  - 初めての生放送
  - オオハシマネージャー#
- 小籔千豊
  - 合コン
- ゴリ
  - 10年前のはるな愛
  - 親父の入院#
- 矢作兼
  - 定食屋にて···
  - 100円ばばあ#
- 秋山竜次（ロバート）
  - 相方 山本博
  - ライブ出演#
- おにぎり（当時ニューロマンス）
  - 家族と外食
- 近藤春菜（ハリセンボン）
  - 警察官の父
  - 角野卓造さん
- 中田敦彦（オリエンタルラジオ）
  - 女芸人との恋愛
  - 初恋の人と電車で再会

### 第15弾 ザ・ゴールデンSP4（2008年12月27日）
- 松本人志
  - 真っ暗なメイク室
- 千原ジュニア
  - せいじ 息子とロケ
  - トキエ
- 宮川大輔
  - 三又又三さん
- ほっしゃん。
  - 妻の祖母
  - 個人タクシー
- 河本準一
  - カップルのしりとり
  - 工事現場にて···
  - トキエ その後···#
  - 足つぼ#
- ケンドーコバヤシ
  - イイ話
  - 冬の公園
- 木村祐一
  - お好み焼き屋さんで···
- 勝俣州和
  - 欽ちゃん
  - 大食いのおばちゃん#
- 兵動大樹
  - 新幹線でのマナー
  - おばあちゃんとおばあさん
  - 大きい何でや#
- 木下隆行
  - ダウンタウンの追っかけ
  - 高校生活
- 小籔千豊
  - 吉本新喜劇の竜じい
- 有吉弘行
  - 親父とお化け
- 品川祐（品川庄司）
  - 新宿二丁目
  - よくあたる占い#
- ビビる大木
  - かあちゃん
  - 軟式野球
  - ホリケンさん#
- 月亭八光
  - 二世の落語家
  - 不倫話#
  - 井岡さん#
- 木村卓寛（天津）
  - エロ詩吟
  - 性の高ぶり#
- 塙宣之（ナイツ）
  - 漫才協会の理事会
  - 京丸師匠
  - ジョイマンファンの子供#

### 第16弾 ザ・ゴールデンSP5（2009年6月27日）
- 松本人志
  - 重い”そやねん”
  - 山崎邦正
- 千原ジュニア
  - 腰が抜けて···
- 宮川大輔
  - 空手をやっている後輩
  - メキシコロケにて···
  - 同級生ジュリー　その 2#
- ほっしゃん。
  - ガス代
  - ペットの猿
  - 北海道の空港にて···
  - クジラ博物館#
- 河本準一
  - おかんと板東英二
  - 嫁にドキドキ
- ケンドーコバヤシ
  - タイガー・ジェット・シン
- 勝俣州和
  - 柳葉さんと哀川さん
  - 猪木とハンセンと俺#
- 前田政二
  - 若き日のダウンタウン
  - おかん#
- なるみ
  - 大先輩とのロケ
- 原西孝幸（FUJIWARA）
  - 同級生のゲルちゃん
  - 学園祭にて···
  - 月9に出演#
- 松村邦洋
  - たけしさん
  - スクールウォーズ#
- 渡部建（アンジャッシュ）
  - 出演者紹介
  - コルテオ#
- 有吉弘行
  - 大仁田厚
  - 上島竜兵
- 後藤輝基
  - うさぎのミケちゃん
  - 公園住まいの方達#
- 若林正恭（オードリー）
  - 親父
  - 相方の春日
- 益子卓郎（U字工事）
  - トンボ捕り
  - 職務質問
  - 所属事務所の社長#
- 中山功太
  - 同級生のシラハマくん
  - ムササビごっこ#

### 第17弾 5周年記念 夢のオールスター戦 歴代MVP全員集合スペシャル（2009年12月26日）
- 松本人志
  - 感動のトライアスロン
  - 浜田の屁
  - けっこう仮面#
- 千原ジュニア
  - 2年目のマネージャー 帯川
  - 同性愛者のコンパ
- 宮川大輔
  - 下着泥棒
  - 親父のパソコン
- ほっしゃん。
  - ご近所問題
- 河本準一
  - 麒麟 田村くん
  - おかん恋愛中
- ケンドーコバヤシ
  - 忍者のおっさん
- 木村祐一
  - 明石家さんまさん
- 勝俣州和
  - テレビの心霊企画で···
  - シンデレラみたいな話#
- 三又又三
  - 10年前の千原ジュニア
  - 女子の間で流行ったギャグ#[22]
  - メアリー#[22]
- 兵動大樹
  - マスクを買いに···
  - カップルの会話
  - 一等兵[23]
- 黒田有[24]
  - 大阪の銭湯にて···
  - ぴのっきをの清水さん#
- 小籔千豊
  - 便意
- 大溝清人（バッドボーイズ）
  - 幼少期
  - しげるちゃん
- 後藤輝基
  - 相方の岩尾
  - 西麻布のバーにて･･･#
- 田村裕
  - 15年ぶりに再会した父親
  - 再会した父親との新生活
  - とろける肉
  - 再会した田村家#
  - 陣内智則さん#
  - 天津 木村#

### 第18弾 お前ら、やれんのか!! 史上最多!初参戦9人!!スペシャル（2010年6月26日）
- 松本人志
  - ゴキブリ
  - 女性マネージャー タケモト#
- 千原ジュニア
  - 木村祐一兄さん
- 宮川大輔
  - 痛いの痛いの飛んで行け
  - バッファロー吾郎 木村くん
- ほっしゃん。
  - スカンクのガス
- 河本準一
  - 芸人のキャラクター
  - 笹塚のマンション#
- ケンドーコバヤシ
  - さかなクン
  - 長崎にて···
  - 長崎にて···その後#
  - 新幹線にて···#
- 兵動大樹
  - たこやき屋さんにて···
  - 耳を疑う話
  - 後輩のシマヅエ#
- 小籔千豊
  - 4才の娘
  - 新喜劇の後輩
- 海原はるか（海原はるか・かなた）
  - 草野球の代打
  - カレー
- いとうあさこ
  - マッチ大好き
  - ウエディングドレス
- 大村朋宏（トータルテンボス）
  - 相方にイタズラ
  - 後輩にイタズラ[25]
- あべこうじ
  - 新宿駅の階段にて···
- 椿鬼奴
  - 弟
- 佐藤哲夫（パンクブーブー）
  - 相方の黒瀬
- ねづっち（当時Wコロン）
  - 浅草漫才協会
  - 浅草の某師匠
  - 丘エース師匠
  - 台風の日の出番#
- 橋本直（銀シャリ）
  - 相方の鰻
  - オカンの彼氏マー君#
- 金田哲（はんにゃ）
  - 相方の川島
  - ヤンキーに憧れる先輩

### 第19弾 Merry X'mas! 聖夜スペシャル（2010年12月25日）
- 松本人志
  - 立体駐車場にて…
  - 親子連れ
  - 小学生時代の流行#
  - 教習所の授業で#
- 千原ジュニア
  - 兄 せいじからの電話
- 宮川大輔
  - 角刈り
- ほっしゃん。
  - 整体師の鼓動
- 河本準一
  - 国歌斉唱
- ケンドーコバヤシ
  - ジェット風呂
- 木村祐一
  - 松本さんの結婚パーティーで…
  - 牧場ロケにて…#
  - マッチさん#
- 兵動大樹
  - ゴミ捨てにて
  - ボクシングジムにて…#
- 小籔千豊
  - 何とも言えない顔
- 桂雀々
  - 11歳で母が蒸発
  - 人間国宝 米朝師匠#
- ガダルカナル・タカ
  - スズメバチ
  - 表札#
  - ビートたけし#
- コラアゲンはいごうまん
  - ヌーディスト
  - 矢沢永吉
- 設楽統
  - 相方日村の歯
  - アンジャッシュ児嶋#
  - 緊張#
- コカドケンタロウ（ロッチ）
  - ユキちゃん
  - 滑舌#
- バカリズム
  - タクシードライバー
  - テレビショッピング#
  - 女子高の着替え#
- 塚地武雅（ドランクドラゴン）
  - きたろう
- 若林正恭
  - バーモント秀樹
  - 仮装大会#

### 第20弾 第20回記念大会（2011年6月25日）
- 松本人志
  - 結婚記念日
  - 便意
  - おもちゃ
- 千原ジュニア
  - 寿司屋にて･･･
- 宮川大輔
  - お化けコント#
  - 嫁のツボ
- ほっしゃん。
  - 吉田のめがね
  - 南海電車にて･･･
- 河本準一
  - 破天荒なおかん
- ケンドーコバヤシ
  - おばあちゃん
- 木村祐一
  - 宮川大輔
  - 卒業式
  - 沖縄でレポーター#
- 兵動大樹
  - チキン南蛮弁当
- 小籔千豊
  - 殺陣の稽古にて･･･
  - お葬式にて･･･
- 三遊亭円楽
  - 桂米團治
  - 桂米團治その2
  - 弟子の頃
- ガダルカナル・タカ
  - ブリーフ
- 勝俣州和
  - 錦野旦
  - うんちの練習#
  - 輪島さん
  - 番組収録にて･･･#
- 後藤輝基
  - 相方 岩尾
- 綾部祐二
  - 水漏れ
- 真栄田賢（スリムクラブ）
  - おばあちゃんの家にて･･･#
  - キャン×キャンの玉ちゃん
  - イズミカワくん
- 川原豪介（BLUE RIVER）
  - 小学生の頃[26]
  - いたずら電話

### 第21弾 クリスマススペシャル～第10代MVSは誰だ！？～（2011年12月23日）
- 松本人志
  - ヒトミさん
- 千原ジュニア
  - りあるキッズ～ゆうき～
  - けんぼうにぃにぃ
  - 運転手さん
- 宮川大輔
  - 助六寿司
- ほっしゃん。
  - クラスチャンピオン
  - かくれんぼ#
- 河本準一
  - 酒好きのおかん
- ケンドーコバヤシ
  - 新幹線の喫煙室にて・・・
- 木村祐一
  - 猫舌
  - 三浦友和さん
- 兵動大樹
  - 鈴木雅之さん
- 小籔千豊
  - ドッキリ#
  - 天然の人
  - 交通マナー違反
  - スノーボード[27]
- 東貴博（Take2）
  - 欽ちゃんは寝ない
  - 安めぐみの手料理
  - 南の島でロケ#
- 西尾季隆（X-GUN）
  - 電車にて・・・
  - ホリケン
- 設楽統
  - 日村の文章
- バカリズム
  - 走り方
  - 同級生の田中くん#
- 秋山竜次
  - アカスリのおばちゃん
- 又吉直樹（ピース）
  - 双子の姪っ子
- 田中卓志（アンガールズ）
  - 大学生の頃
  - パチンコ

### 第22弾（2012年6月23日）
- 松本人志
  - スイスにて･･･
  - 山崎邦正
- 千原ジュニア
  - ペルー旅行
  - ファン
  - 初フロアディレクター#
  - 人見知り#
- 宮川大輔
  - サイパンにて…
  - 酔って･･･
  - 公園にて･･･#
- ほっしゃん。
  - 親父
  - 初めてのクリスマス#
  - 引っ越し#
  - リスザル
- ケンドーコバヤシ
  - 渋谷でナンパ
  - 名古屋のタクシーにて･･･#
  - ラグビー部の先輩#
  - 横断歩道にて･･･
- 兵動大樹
  - 新幹線にて･･･
- 小籔千豊
  - 人生で一番泣いた時#
  - 島木譲二
  - 島木譲二②#
- 設楽統
  - アンジャッシュ児嶋
- 塚地武雅
  - 村田君
  - レンタルビデオ店にて･･･#
  - ドランクドラゴン
  - ゆうたろうさん
- ビビる大木
  - 謝恩会
  - 沖縄のお土産屋さんにて･･･#
- 恵俊彰（ホンジャマカ）
  - 親父
  - パイロット
- 猫ひろし
  - 代表ユニフォーム
  - 東京マラソンにて…
- 後藤淳平（ジャルジャル）
  - ニセモノの…
- 渡辺直美
  - ものまね
  - ホテルにて･･･#
  - いいとも少女隊#
- 北見寛明（当時ベイビーギャング）
  - カラーギャング[28]
  - 老人ホーム
  - おじいちゃん#

### 第23弾 歳末大感謝祭（2012年12月29日）
- 松本人志
  - 親父の絶叫
  - 三又又三
- 千原ジュニア（千原兄弟）
  - 初体験
  - 出待ちのファン#
  - 今年の暑い日に･･･#
- 宮川大輔
  - お尻の検査
  - 三又のネックレス
- ほっしゃん。
  - 妹
- 河本準一
  - 寺で…
  - 寺の住職さん#
- ケンドーコバヤシ
  - 吉本大運動会
  - 警察署#
- 兵動大樹
  - 飛行機にて
  - 胃カメラ#
- 小籔千豊
  - 酒の席にて
- 陣内智則
  - しばくぞおじさん[29]
  - 換気扇#
- 渡部建
  - 矢沢さん
  - 沼津の居酒屋にて#
- バカリズム
  - やってみた
  - タクシーの運転手#
  - おじいちゃん#
- 塚地武雅
  - 骨折で入院
  - ずぼらな同居人#
- 日村勇紀（バナナマン）
  - 居酒屋にて
  - 江ノ島にて#
- 多田健二（COWCOW）
  - 衣装
- 大悟（千鳥）
  - 父
  - 父②#
- 山内健司（かまいたち）
  - 役作り[30]
  - マンガ喫茶でのアルバイト[31]
  - 坂田師匠#

### 第24弾（2013年6月29日）
- 松本人志
  - 酒の席で･･･
- 千原ジュニア
  - 亀のクラッシュ
  - 岩手のキャバクラにて･･･
  - ナンバープレート#
- 宮川大輔
  - 三又又三との夜
  - お父さんと釣りに行って･･･#
- ほっしゃん。
  - メガネと景色
- 河本準一
  - 愛のメモリー
  - タルイ君#
- ケンドーコバヤシ
  - マッサージ
  - 厄払い#
- 兵動大樹
  - 身体の音
- 小籔千豊
  - 妹の夫
  - 西川きよし師匠#
- 宮迫博之
  - 石垣島にて…
  - 沖縄ロケにて･･･#
- 濱口優
  - 仮装大賞
  - パリっ子#
- 矢作兼
  - 相方・小木の業界用語
  - タクシー
  - 相方・小木のキス
- 小峠英二（バイきんぐ）
  - シドチェーン
  - コックリさん#
- 浜谷健司（ハマカーン）
  - ヒーロー
  - 渋谷駅のホームにて･･･#
- キンタロー。
  - 電車内にて…
  - 社交ダンスの相手
- アントニー（マテンロウ）
  - お寿司
  - 英語

### 第25弾 10周年突入！MVS全員集合（2014年1月11日）
- 松本人志
  - 母からのショートメール
  - ガキ使収録にて…
  - レストランにて…
- 千原ジュニア
  - 勝間和代さん
  - 自分を変えていく
- 宮川大輔
  - 猿のキョーコ[32]
  - 板尾さん
- ほっしゃん。
  - おねしょ
- 河本準一
  - 催眠術マッサージ
- ケンドーコバヤシ
  - マンションのジムにて…
  - クリスマスの日に…#
- 兵動大樹
  - 迷惑電話
  - 電車にて…#
- 小籔千豊
  - バイト先のおばちゃん
  - 後輩と神社へお参り#
- 木村祐一
  - 今からなんねん！
  - 後輩
  - 松本さんとの思い出#
  - カネミツさん#
- 勝俣州和
  - おじいちゃんタクシー
- ガダルカナル・タカ
  - 新幹線にて…
  - ゴルフ練習場にて…#
- 塚地武雅
  - クラスメイトのしばっち
  - 相方・鈴木拓#
- 陣内智則
  - カメリハ
- 村本大輔（ウーマンラッシュアワー）
  - 生霊
  - ネット炎上
  - 村Pで炎上
  - メールの差出人
  - 復讐メール
- 中川パラダイス（ウーマンラッシュアワー）
  - クラスのマドンナ・金沢さん
  - おしっこ健康法#
- 西澤裕介（ダイアン）
  - クラスメイトの地味な女子
  - 友達のおばあちゃんの家にて…#

### 第26弾 人志松本のすべらない話 10周年 Anniversary（2014年6月28日）
- 松本人志
  - シンガポールは･･･
  - 娘の遊び
  - 家族のパンツ
- 千原ジュニア
  - そうじのジョイさん
  - タクシーの運転手
  - 事故
  - 後輩芸人 網本#
- 宮川大輔
  - 佐渡島の犬
  - あまくさい
- 陣内智則
  - 名古屋のホテルにて･･･
  - 韓国のテレビ番組#
- 高橋茂雄
  - 相方八木の仕事
  - 木村祐一のマネージャー
  - 新幹線にて･･･
  - タクシー運転手#
- バカリズム
  - 抱き枕
  - 動物マジック#
  - 病院にて･･･
  - トイレ
  - トイレの習慣#
- 村本大輔
  - ツイッター炎上
  - 大事なボケ
- 井上裕介（NON STYLE）
  - アプリ
  - 母の愛
  - 写真撮影#
- カンニング竹山
  - 大阪のホテルにて･･･
  - 先輩芸人ぶっちゃあさん
  - クリスマス#
- 博多大吉（博多華丸・大吉）
  - 欽ちゃん
  - 番組のアンケート
  - 福岡吉本こけら落とし
  - 相方 博多華丸#
- ヒロミ
  - ママ・松本伊代
  - ママの料理

### 第27弾 人志松本のすべらない話 THE 10th YEAR -Final Stage-（2015年1月10日）
- 松本人志
  - 父の葬式
  - 鶴瓶さんの待ち受け画面
- 千原ジュニア
  - スピードワゴン井戸田
- 宮川大輔
  - わんこそば対決
- 星田英利（ほっしゃん。）
  - イヤイヤ期の息子
- 河本準一
  - おかんと借り物競争
  - 閉店した催眠術マッサージ
- ケンドーコバヤシ
  - パチンコCRバカ殿様
- 兵動大樹
  - 幼稚園の運動会
  - 金運が上がる
- 小籔千豊
  - 仲良しだった元相方
- バカリズム
  - 転校生のフジタくん
  - テレビ局の警備員
- 村本大輔
  - 幸せのジンクス
  - 小学5年生とケンカ
  - キングコング西野
- 稲垣吾郎（当時SMAP）
  - 女芸人と食事
  - 57歳の半同居人
- 香取慎吾（当時SMAP）
  - 平成元年
  - 韓国からのファンレター
  - 大きな遅刻

### 人志松本のすべらない話 珠玉の10話とその後の話SP（2015年3月14日）[33]
- 松本人志
  - マンションの駐車場にて･･･
- 千原ジュニア
  - 寝台列車にて･･･
- 宮川大輔
  - 姉の入浴を撮影
- 星田英利
  - ガス代
- 河本準一
  - 犬のタロ吉
  - 天下統一
- ケンドーコバヤシ[34]
  - タイガー・ジェット・シン
- 兵動大樹
  - 一等兵
- 小籔千豊
  - スノーボード
- 木村祐一
  - 車屋さんのキクチ

### 第28弾（2015年7月11日）
- 松本人志
  - 歯
  - 中居くんのお父さん
- 千原ジュニア
  - ラスベガスひとり旅
  - 西川きよし師匠
  - 誕生日サプライズ#
- 宮川大輔
  - 沖縄にて松本さんを…
  - 父のHなビデオ#
  - お芝居の舞台
- 兵動大樹
  - かっこいい写真
  - 保険の勧誘#
  - 中野さん
  - マラソン大会のゼッケン
  - 間違い電話
  - ハイヒール・モモコ#
- 小籔千豊
  - 吉本新喜劇・島田一の介
- 渡部建
  - 八丈島の議員
  - 中指だけでけんすい
- 若林正恭
  - エントリーNo.4431
  - 相方・春日の実家
- 板東英二
  - 新聞の一面
  - 新人ピッチャー時代
- 出川哲朗
  - 松本さん御一家
  - お笑いウルトラクイズ#
  - ベッドシーン
  - 海外のゲイバーにて
- 博多華丸（博多華丸・大吉）
  - 恐いマツオ先生#
  - 福岡への飛行機にて…
  - 児玉清さん
- 春日俊彰（オードリー）
  - 台湾でトゥース
  - 小型飛行機#
  - 授業参観
  - 生徒会長選挙
  - ドイツの現地カメラマン

### 第29弾（2016年1月9日）
- 松本人志
  - サウナにて…
  - アッコさんとメール
- 千原ジュニア
  - 写真週刊誌
  - ツーナッカン中本
  - 祝儀
- 宮川大輔
  - サービスエリアのトイレ
  - ウォーキング
- 兵動大樹
  - タクシー運転手
  - ラーメン屋さんにて…
- 小籔千豊
  - 西川きよし師匠
  - ズームイン朝
- バカリズム
  - 夢
  - タクシー
- 村本大輔
  - 相方の嫁さん
- 博多大吉
  - 映画の発表会見
- 春日俊彰
  - 原付バイク
  - 父とゴルフ
  - ゆるキャラポテぽん
  - そっくりさん
- 井戸田潤（スピードワゴン）
  - 父親
  - バイクツーリングにて…
- 中居正広（当時SMAP）
  - マネジャー
  - マネジャー②
  - ジャニーさんの誕生日会

### 第30弾 第30回記念大会（2016年7月9日）
- 松本人志
  - ぞうさん
  - 中居くんと劇団ひとりと飲み
  - 新幹線グリーン車にて…
  - 北海道旅行の途中
- 千原ジュニア
  - フット岩尾と5歳の男の子
  - 結婚式のスピーチ
- 宮川大輔
  - 哀川翔さん
- 星田英利
  - ホームパーティー
- 河本準一
  - 下町の銭湯にて…
- ケンドーコバヤシ
  - リットン調査団 藤原
  - 仮面ライダー最強の敵
  - 大輔さんと温泉#
  - 大輔さんと温泉 その２#
- 兵動大樹
  - Song for U.S.A.
  - 新幹線のアイス
- 小籔千豊
  - 大阪の人
  - 新喜劇 東京公演#
  - 娘とお風呂
  - 六甲スキー場#
- 宮迫博之
  - 妹
- 古舘伊知郎
  - 初めてのマラソン実況
  - 松岡修造
  - プロレスの打ち上げ
  - デート
  - 学校のトイレにて…
  - 中継先 女性記者

### 第31弾（2017年1月7日）
- 松本人志
  - 浜田と親父
  - 歯医者にて…
  - 娘
- 千原ジュニア
  - シン・ゴジラ 4DX
  - スピードワゴン・小沢一敬
- 宮川大輔
  - 元相方・ほっしゃん。
  - 誕生日プレゼント#
  - 父の血糖値
  - 息子と魚獲り#
- バカリズム
  - 通販サイト
  - 授賞式にて･･･#
- 渡部建
  - 結婚式にて…
  - 相方・児嶋一哉
  - 伝説の球場の主#
- カンニング竹山
  - 前田健の葬儀にて…
  - アッコさんとハワイにて…
- 綾小路きみまろ
  - かつら
  - 森進一さんと…
  - 先輩芸人のバイト#
  - 薬を飲んだ犬
- 劇団ひとり
  - 生放送で結婚報告
  - 上島竜兵
- カズレーザー（メイプル超合金）
  - 手持ち花火
  - 罰ゲームで本棚
- 好井まさお（井下好井）
  - 結婚式
  - 演出家のミナトさん
- 亜生（ミキ）
  - 兄の昴生
  - ナダルに催眠術#
  - ホウくん

### 第32弾（2018年1月20日）
- 松本人志
  - 宮迫
  - 作家のサダ
- 千原ジュニア
  - はとバスツアー
  - 後輩のフクダ
- 宮川大輔
  - 夜中の公衆トイレ
  - オール阪神・巨人師匠#
- 星田英利
  - 長男
  - 焼き鳥屋さんにて…#
  - 島崎和歌子#
- 兵藤大樹
  - 腹芸
- 小籔千豊
  - オーベルジーヌ
  - 桑原和男師匠#
- 秋山竜次
  - キタハタくん
- 春日俊彰
  - 大阪
  - ジンクス#
- 出川哲朗
  - 箸の持ち方
- 山内健司
  - 下着泥棒
- 渡辺直美
  - 母
- せいや（霜降り明星）
  - 彼女
  - 女王様
- チャンス大城
  - 埋められて・・・
  - 番長キクチの呼び出し
- 宮根誠司
  - やしきたかじん
  - お葬式

### 第33弾（2019年1月12日）
- 松本人志
  - ディズニーランドにて
- 千原ジュニア
  - 酔っ払い
- 宮川大輔
  - 原西さんの実家
- 小籔千豊
  - マッサージの仙人
- 稲田直樹（アインシュタイン）
  - 女装メイク
- 小宮浩信（三四郎）
  - お坊っちゃま学校
  - えっちなお店
  - 奇病
- 粗品（霜降り明星）
  - 新幹線のシート
  - 相方 せいや
  - 飛行機#
- ノブ（千鳥）
  - 息子の知育玩具
  - 巨大イノシシロケのD
- 濱家隆一（かまいたち）
  - 山岳ロケにて
  - 母
  - コロッケ#
  - 母の香水
- 平野ノラ
  - マネージャー オダジマ君
  - マネージャー オダジマ君②
- 水田信二（和牛）
  - 携帯ショップにて
  - タクシーから見た犬
  - ベビーカステラ#
- 後藤拓実（四千頭身）
  - 妹のお土産
  - マックのバイト
- 大東翔生（ダブルヒガシ）
  - 父親VS魔裟斗
  - アサジマ君
- かごしま太郎
  - 3人の姉
  - 長渕さんのライブ

### 第34弾（2019年7月27日）
- 松本人志
  - ウォシュレット
  - 打ち上げにて
- 千原ジュニア
  - 逃走中
  - ヒッチハイクの青年
- 宮川大輔
  - SL
  - 今田耕司
- 木村祐一
  - 紅白歌合戦
  - あっぱれコイズミ#
- バカリズム
  - 怪しいお店
  - 芸人・ワチさん#
- 出川哲朗
  - すべらない話の練習
  - チューのくだり
- 稲田直樹
  - USJ
  - 外国人観光客
  - ラルクのファン
- 小峠英二
  - 松本人志が実家に
  - ルノアールにて#
  - ボヤ騒ぎ
  - 台湾ロケにて#
- 粗品
  - 絶対音感
  - トリックアート#
  - 宗右衛門町にて#
  - 帰り道
- 大悟
  - きよし師匠からの電話
  - 親父の船
  - 親分に挨拶
  - 地元に凱旋#[35]
- 塙宣之
  - カツラの新山ひでや師匠
  - ナンセンス師匠
- 神田松之丞
  - 伝説のうなぎ屋
  - 厳しいA師匠
- 小林メロディ（ブリキカラス）
  - JUJUのミュージックビデオ
  - 遺品整理のバイト#
  - 乳首

### 第35弾（2020年1月11日）
- 松本人志
  - 24時間テレビのランナー
  - 殺人容疑
- 千原ジュニア
  - 納骨
- 宮川大輔
  - 女性を嫌いになる瞬間
- 小籔千豊
  - 「売れたな」と思う瞬間
- 兵藤大樹
  - 格闘技の無料体験
  - まるむし商店 東村さん
- 川島明
  - すべらない話の打ち上げ
  - 担々麺
  - 遊園地ロケ
  - ボヘミアン・ラプソディのブルーレイ
- 後藤拓実
  - ジムのシャワー室
  - 天然おばあちゃん
- 古舘伊知郎
  - 「おき」と「ごと」の違い
- GACKT
  - マネージャーのカナモリ
  - 星に帰るマカベ
  - 恐怖のイノグチ先輩
  - タクシー
- ファーストサマーウイカ
  - アイドルのオーディション
- 中岡創一（ロッチ）
  - 停学
- 岩橋良昌（プラス・マイナス）
  - 桑田真澄
  - 作り話

### 第36弾（2021年1月23日）
- 松本人志
  - ソニーのお笑いコンテスト
  - おぼん・こぼん師匠
- 千原ジュニア
  - マネージャーのマリオ
  - 上方漫才コンテスト
- 宮川大輔
  - すき焼き
  - 七味
- 小籔千豊
  - 渡部さん
- 兵動大樹
  - 次女・ゆりのももみ
  - お尻の病院
- 川島明
  - 美容院で松本と
  - 博多華丸の相談
  - サックス
- 山内健司
  - お巡りさんのいない島
  - ゲスト 福山雅治
- 粗品
  - 父ちゃんのボケ
- 田中卓志
  - 歯の矯正
- 飯尾和樹（ずん）
  - 牧場ロケ
- 三谷幸喜
  - 海水浴
  - 甲本雅裕
- 清塚信也
  - 紅白歌合戦で演奏
- R-指定（Creepy Nuts）
  - 韻

### 第37弾（2022年1月29日）
- 松本人志
  - ふぐ料理店
  - ジムのおっさん
- 千原ジュニア
  - 歯医者
  - 収納王子コジマジック
- 宮川大輔
  - 山の中で腹痛
- 兵動大樹
  - 天然の藤田さん
- 劇団ひとり
  - ハリウッドのオファー
  - 母校の式典
- 川島明
  - 旅番組
  - 地方営業
  - 高級加湿器
- せいや
  - マネージャーとラップの練習
- 粗品
  - 婚姻届
  - 入籍日
- 小籔千豊
  - コンプライアンス説明会
- 田村亮（ロンドンブーツ1号2号）
  - あの騒動の入江
  - 息子の日記
- 渡辺隆（錦鯉）
  - ドローン
  - バイきんぐ西村
  - おじいちゃん
- 森田哲矢（さらば青春の光)
  - 合コン
- 澤部佑（ハライチ）
  - 個室ビデオ
  - 良いお寿司屋さん
- 空道太郎（ラフ次元）
  - お守り
- 野村尚平（令和喜多みな実）
  - 朝ドラの大役

## スピンオフ企画

### ジュニア千原のすべらない話（2007年8月25日）
- 千原ジュニア
  - 中田カウス師匠と···
  - 天然の後輩 大川
  - 子供の命名
  - 兄 アイドル雑誌で
  - 大阪でコワイ人に···
  - おかブー#
- 陣内智則
  - 霊能者
  - 二本木マネージャー
  - 領収書
- 小出水直樹（シャンプーハット）
  - ステテコハッチ
  - 親父のお土産
  - コンビニに行く途中#
- 竹森巧（アップダウン）
  - 霊媒師
- ヤナギブソン（ザ・プラン9）
  - 天然の先輩 ロッシー
  - おばあちゃん
  - ツッコミ#
  - おばあちゃん家でごはん#
- 綾部祐二
  - 免停講習にて···
  - 高校の文化祭にて···
- 若月徹
  - 田舎のおばあちゃん

### 大輔宮川のすべらない話（2007年9月22日）
- 宮川大輔
  - 先輩 浦井さんの実家
  - 原西さんの屁
  - 原西さんは馬が好き
  - ほっしゃん。の家に[36]
  - 中国のオランウータン#
- ケンドーコバヤシ
  - 一流のスイッチ
  - ブラマヨ小杉のイボ痔
- 原西孝幸
  - マルチーズとおかん
  - ゲルちゃん#[37]
- 竹若元博（バッファロー吾郎）
  - 天然劇場
  - 王子
- 兵動大樹
  - マスターカード
  - 天然の藤田兄さん
  - 天然の後輩 たいぞう
- 渡辺あつむ（当時ジャリズム）
  - ハワイにて···
  - 嫁のお父さん
  - 作家のオウラさん#
- 久保田和靖（とろサーモン）
  - 嫁のお金
  - セクシーキャバクラ
  - NYのお土産#

### ジュニア千原のすべらない話2（2008年12月14日）
- 千原ジュニア
  - フルスモークの車
  - 空港の動く歩道で···
  - レインボーブリッジにて···
  - マネージャーからのメール
  - ジャリズム山下#
  - スーパー銭湯にて···#
- なだぎ武（当時ザ・プラン9）
  - 同期の千原ジュニア
  - ジェイソンのマスク#
- 木下隆行
  - よゐこ 濱口さん
  - 松竹芸能の師匠たち
  - 相方の木本#
  - 潔癖症の自分#
- タケト（当時Bコース）
  - ブラディーの引退試合
  - ジュニアさんと車で···
  - ジュニアさんは天然
  - 父#
  - ジュニアさんが女性に···#
- 吉田敬
  - 憧れのダウンタウン
  - 反省してへんやろ
  - 同い年のイチローと僕
  - ストレス[38]
- 大悟
  - 島のジャッキー
- 村上健志（フルーツポンチ）
  - カメ
  - 修正液

### 。ほっしゃんのすべらない話（2008年12月21日）
- ほっしゃん。
  - ジャングルにて···
  - 転校生Sさん
  - サイン
  - 釣り堀にて···#
  - 200分のマッサージ#
- 木村明浩（バッファロー吾郎）
  - パン屋さん
  - レイザーラモンRG
- 兵動大樹
  - CD屋さん[39]
  - 新幹線にて···
  - 見てる女#
- バカリズム
  - 野球部の掛け声
  - タレント名鑑
  - マネージャー#
- 塙宣之
  - 内海桂子師匠
  - ビックボーイズ師匠
  - コージー冨田
  - ラーメン屋にて···#
- 中村英将（ゆったり感）
  - 姉
  - 父と暴走族
  - 先輩のナガシマさん
  - 父#
- 藤森慎吾（オリエンタルラジオ）
  - 母
  - オンラインゲーム
  - マッサージ
  - 母と祖母#

### 大輔宮川のすべらない話2（2009年2月1日）
- 宮川大輔
  - ビニール傘
  - お風呂屋さんにて···
- 宮迫博之
  - 沖縄の海にて···
  - 大輔とSMホテルにて···
  - 本当のS[40]
- 原西孝幸
  - 友人 アサダくん
  - おかん
  - フジカワウーマン#
- 三又又三
  - クラスのリーダー アベさん
  - 高嶋政伸さん
  - 結婚できない理由#
- 有吉弘行
  - ニラ
  - ストリッパー
  - SMの女王様
  - ティッシュ
  - 鉄人 衣笠#
- 佐田正樹
  - タイマン
  - 豆乳プリンに···
- RG（レイザーラモン）
  - 天龍とタッグ
  - タイガー・ジェット・シン
  - 帰国子女#

### 準一河本のすべらない話（2009年2月22日）
- 河本準一
  - 敏腕捜査官
  - 村上ショージライブ
  - おかんと北京五輪
- ヒデ（ペナルティ）
  - シマ マネージャー
  - 新幹線にて···
  - タマリマネージャー#
- 岩尾望（フットボールアワー）
  - 落書き
  - びっくりしたこと
  - カラテカ 入江君#
- 入江慎也（カラテカ）
  - 引越し業者のルール
  - 視聴者からの苦情#
  - ジャリズム 山下さん#
- 黒瀬純（パンクブーブー）
  - 初デート
  - ホップステップジャンプ
  - ホップステップジャンプ2
  - 父と祖母#
- 山田ルイ53世（髭男爵）
  - ひぐち君
  - ダンディ坂野さん
  - ひぐち君 その2#
- 西森洋一（モンスターエンジン）
  - ゴルフ練習場にて···
  - ゴミ処理場のおっさん
  - 弁当の焼き魚
  - 痔ろう#

### コバヤシケンドーのすべらない話（2009年3月8日）
- ケンドーコバヤシ
  - 陣内の結婚式にて···
  - ジュニアさん
  - 五反田のプロ
- 陣内智則
  - 川藤幸三さん
  - 井岡弘樹さん
  - タクシー運転手
  - 出前#
  - 幽霊の出るホテル#
- 高橋茂雄
  - 競艇場での営業
  - 吉本社員 キジマくん
  - 初ドラマ#
- 角田晃広（東京03）
  - 飲み会にて···
  - 父とAV#
  - ジムにて···#
- 山里亮太（南海キャンディーズ）
  - 逆ナン
  - 奇跡
  - コスプレキャバクラ
  - ブサイク#
  - おばあちゃん#
- 西田幸治（笑い飯）
  - サウンドコピー師匠
  - 巨大ガエル
  - 友人の彼女 セリーヌ
  - 女子同級生の家#
- 山根良顕（アンガールズ）
  - タクシー運転手

### ジュニア千原と大輔宮川のすべらない話（2009年9月29日）
- 千原ジュニア
  - 後輩の中本
- 宮川大輔
  - けったいな男の子
  - お尻の検査
  - 天然素材の頃#
- 三又又三
  - タトゥーショップ[41]
  - 師匠・ビートたけし
  - 小山ゆう先生#
- 木本武宏（TKO）
  - 森脇健児さん
  - 横山ひろし師匠
  - おじいちゃんと母#
- 高橋茂雄
  - ブランキージェットシティ
  - SかM
  - 相方八木のノート
  - ウーイェイよしたか#
- 吉田敬
  - とろサーモンの久保田
  - 相方の小杉
  - 小杉はええヤツ#
- 大溝清人
  - まさおっちゃん[42]
  - キヨシさん#
- 宇治原史規（ロザン）
  - 学業とお笑い
  - おじいちゃん#
  - ウーイェイよしたか#
- 大村朋宏
  - イタズラ
  - 富士山にて･･･#
- 春日俊彰
  - ピンクの衣装
  - 自宅
  - クレジットカード#
- 石田明（NON STYLE）
  - ロッシーさん
  - ウドさん#
- 吉村崇（平成ノブシコブシ）
  - サウナの待合室
  - ファックス#
- 村上純（しずる）
  - 相方の池田
  - 姉の子供#
- 宮戸洋行（GAG少年楽団）
  - クレーム処理
  - 出身校の有名人
  - 妹の彼氏#

### 大輔宮川と準一河本のすべらない話（2012年6月16日）
- 児嶋一哉（アンジャッシュ）
  - 守護霊
  - バイクのステップ
  - ファンとバスツアー#
  - いじられすぎて…
  - ランキング#
- 村田秀亮（とろサーモン）
  - 父
  - 父のギャグ#
- 村本大輔
  - ブログ炎上
  - ツイッター炎上
- 山下正行（おりがみ）
  - 帰り道にて
  - 踏切で…
  - 天然な母
  - 天然な母②#
- 北見寛明
  - カラーギャング
- 植野行雄（デニス）
  - 勘違い
  - 勘違い2
  - 見た目で…

### 大輔宮川と千豊小籔のすべらない話（2012年12月21日）
- 児嶋一哉
  - 明石家さんまさん
  - ドラマの打ち上げ#
  - 濡れ場#
  - サッカー初試合
- 小出水直樹
  - ほんこんさん
  - 公園にて…
- 小峠英二
  - シドチェーン
  - 同級生のユウタ
  - コックリさん#
  - 害虫駆除#
- 入江慎也
  - 澤穂希選手
  - 弟子入り志願者#
  - うつみ宮土理さん
- 山内健司
  - マンガ喫茶でのバイト#
  - 役作り#
  - 新大阪駅にて…
  - 滝行
  - 酔っぱらった男性#
- 大波康平（タモンズ）
  - 貧乏な暮らし
  - おばあちゃん
  - おばあちゃん②#
  - 母親#
- 斉藤慎二（ジャングルポケット）
  - 吉本新喜劇にて…
  - タクシーにて･･･#
- 野村尚平（プリマ旦那）
  - ヨシカワくん
  - 親父#
  - ネコのミウ#

### 千豊小籔のすべらない話（2014年6月28日）
- 小籔千豊
  - 娘
  - 文化祭にて･･･
- 池乃めだか
  - 携帯電話
  - お風呂上り
  - 竜じいとゴルフ
  - 新聞配達と野犬
- 飯尾和樹
  - 0か100の男
  - 0か100の男②
  - 0か100の男③
- 清水けんじ
  - 変わった先輩・烏川耕一
  - ツーリングにて･･･
  - ベテランのこぜり合い
- すっちー
  - DVD
  - 新喜劇の後輩
- ノブ小池（千鳥）
  - 西川きよし師匠
  - 西川きよし師匠②
  - ダサい姿の小籔
- 宇都宮まき
  - 弟子入り
  - サービスエリアにて…
  - 竜じい

### ジュニア千原と大輔宮川のすべらない話THEオーディション（2019年7月20日）
- 岩橋良昌
  - クセ
- 小林メロディ
  - JUJUのミュージックビデオ
- 芝大輔（モグライダー）
  - 同級生・ホリカワ宅
- ショウきん
  - 母親 セツコ
- 野村尚平
  - 西川きよしとトリオ漫才
- ピーナツ（ドーナツ・ピーナツ）
  - 中田カウス師匠
- 本美大（アンダーポイント）
  - 父親
- 本坊元児（ソラシド）
  - 建築現場のバイト
- 盛山晋太郎（見取り図）
  - 声優 神谷明

### ジュニア千原と大輔宮川のすべらない話THEオーディション（2020年1月11日）
- 岩橋良昌
  - 桑田真澄
- おいでやす小田
  - 闇営業
- 岡野陽一
  - 腕あておじさん
- 紺野ぶるま
  - 落語会にて・・・
- みちお（トム・ブラウン）
  - 元カノ
- 西森洋一
  - 息子とキャッチボール
- 野村尚平
  - おしゃべりな大助師匠
- 森田智裕（絶対的7%）
  - 竹の子会
- 盛山晋太郎
  - ユーモア目覚まし時計

## 人志松本のゆるせない話

### 人志松本のゆるせない話（2008年2月25日）
- 松本人志
  - 53.飲酒運転の謝罪会見
  - 62.行方不明の子供
  - 36.米・伊・仏
  - 10.天ぷら
  - 40.１０４#
- 千原ジュニア
  - 44.視力検査
  - 32.セミがかわいそうという教育
  - 72.ゴミの集荷日
  - 17.女のアルバム
- 木村祐一
  - 7.ダブルの裾
  - 34.玉入れの数え方
  - 29.デジカメで、もう一枚
  - 24.撥水スプレー#
  - 92.気象庁の呼びかけ#
- 綾部祐二
  - 3.メガネの値札
  - 55.ななめ横断
  - 91.７０％OFF
  - 81.カラオケ屋のドア#
- 光浦靖子（オアシズ）
  - 97.友達が帰った後のリモコン
  - 28.「トイレ使っていい?」と聞く人
  - 93.おしぼりを渡してくれる店員
  - 58.激安ラップ#
- たむらけんじ
  - 70.川でスイカを冷やす人
  - 38.アボカドを勧める女
  - 64.東京弁
  - 54.ラブホテルの値段
  - 77.エアコンのドライ#

### 人志松本のゆるせない話2（2008年6月16日）
- 松本人志
  - 50.水野美紀
  - 37.横取り店員
  - 95.大人３錠
  - 26.パンツ泥棒
  - 67.「あるといいな」がある#
  - 61.うま煮#
  - 62.事故のシミュレーション#
- 千原ジュニア
  - 84.イソプロピルアンチピリン配合
  - 66.野球場
  - 77.朝が強い、弱い
  - 11.アタック２５[43]
  - 10.布団カバー
  - 1.タバコの自動販売機#
  - 60.タクシーの割り込み#
  - 58.レンタカー#
- 有野晋哉
  - 39.おしり洗い
  - 7.ブルーベリーガム
  - 3.コンビニの雑誌
  - 25.風俗店の名前#
- 藤本敏史（FUJIWARA）
  - 64.カッコイイ楽器
  - 48.「プッチン」しない奴
  - 97.猫舌の人
  - 52.風鈴の音
  - 57.なまはげ
  - 76.女風呂に入る男の子#
- ハチミツ二郎
  - 85.蕎麦つゆ
  - 8.弱冷房車
  - 99.めざましテレビの占い
  - 13.レインボーブリッジの標識#
- タケト
  - 33.彼女のお土産
  - 28.それを言われても···
  - 78.レッドカード
  - 9.プロレスラーの入場#
  - 100.めざましどようびの占い#

### 人志松本のゆるせない話3（2008年9月26日）
- 松本人志
  - 29.機内食
  - 61.観光
  - 70.ぼっこりコンセント
  - 3.たいやきくん
- 千原ジュニア
  - 58.ボクシングのチャンピオン
  - 33.爽やか
  - 36.ほとんどの家電
  - 1.月とすっぽん
- 木村祐一
  - 41.あいさつ無しの打ち合わせ
  - 62.拍手
  - 84.出入禁止
  - 48.ちょうどお預かりします#
- バカリズム
  - 43.テレビ見ないんだよね
  - 54.食パンの思い上がり
  - 9.間奏の時のボーカルとギター
  - 37.野球の審判
  - 27.柔道着
  - 99.博多の確率#
- 千原せいじ（千原兄弟）
  - 73.「中間」がない
  - 100.炊飯器
  - 52.センサー式トイレ#
  - 7.電球#
- 木本武宏
  - 78.“４”と“７”
  - 66.自転車の乗り降り
  - 72.喋る距離#
- くわばたりえ（クワバタオハラ）
  - 57.トイレで化粧
  - 16.浮気の理由
  - 89.男女兼用トイレ

### 人志松本のゆるせない話4 (2008年12月29日)
- 松本人志
  - 61.エアコンの「ピッ」
  - 76.ファンレター
  - 4.英語でしゃべらナイト
  - 84.Is this my ticket?
  - 36.ヒーローグッズ
  - 99.秘密のメニュー#
- 千原ジュニア
  - 90.風邪と若手
  - 68.パシフィコ横浜
  - 48.西麻布のコインパーキング
  - 47.渋谷３丁目のコインパーキング
  - 17.番組で恋愛
  - 58.舌きり雀#
  - 29.白髪ねぎ#
- 松嶋尚美（当時オセロ）
  - 63.“イチゴ”と“ひまわり”
  - 7.デパートの支払方法
  - 77.トイレの便座
  - 91.毛深い料理人
  - 100.一口ちょうだい#
- 後藤輝基
  - 8.ワッフル専門店
  - 31.新幹線の座席
  - 93.車内のぬいぐるみ
  - 15.カーナビ
  - 54.桃太郎#
- 八木真澄（サバンナ）
  - 62.大便
  - 11.干支
  - 27.6月
  - 34.歴史教育
  - 86.“クワガタ”と“カブトムシ”#
- 加藤歩
  - 30.証明写真
  - 9.不良の評価
  - 40.チワワを散歩する男#
- 菊池智義（当時ポテト少年団）
  - 23.甘み
  - 59.発券機の小銭入れ
  - 1.写真週刊誌
  - 18.歩くスピード#

## 10周年プレミアムライブ

### プレミアムライブin尼崎　(2014年4月29日)
- 松本人志
  - 犬のミッシェル
  - 御堂筋にて･･･
- 千原ジュニア
  - 青山のクラブにて･･･
  - なよなよしている社員さん
  - メール
- 宮川大輔
  - 同期の女性芸人
  - ビニール傘[44]
  - アントニオ猪木が飛行機にて･･･
- 兵動大樹
  - 西川きよし師匠
  - 狭い道
  - 商品名
  - 苦手な階段
- 小籔千豊
  - 元新喜劇の別所さん
  - 新婚旅行帰りにて･･･
- 宮迫博之
  - ヨシハラマネジャー
  - 地獄の夢
  - 帰宅すると･･･
- 浜本広晃 （テンダラー）[45]
  - サバンナ八木

### プレミアムライブin札幌　(2014年7月13日)
- 松本人志
  - 家族旅行にて･･･
  - 元フジテレビ社員の清水さん
  - 三又又三の仕事
- 千原ジュニア
  - 京都の夜にて･･･
  - 飛行機にて･･･
  - 便意
  - 衝撃映像
- 宮川大輔
  - 同期の女性芸人
  - グアム旅行にて･･･
  - コンビ時代
  - アントニオ猪木が飛行機にて･･･[46]
  - 年下の彼女
- 兵動大樹
  - なんでも歌にする長女
  - ドラッグストアにて･･･
  - 幽霊の確認
- 月亭方正
  - モリマン対決
  - 西川きよし師匠
- ホルスタイン・モリ夫（モリマン）
  - トランプ
  - 相方のスケジュール帳
- 種馬マン（モリマン）
  - 元カレ
  - 蘇民祭

### プレミアムライブin東京　(2014年8月9日)
- 松本人志
  - ランチの会にて…
  - 芸術鑑賞会
  - ハワイ旅行にて…
- 千原ジュニア
  - 梅田の地下街にて…
  - YouTube
  - 長渕剛のコンサートにて…
  - ファン
- 宮川大輔
  - 同期の女性芸人
  - キャンプにて…[47]
- 星田英利
  - 子供のトイレ
  - 人間ドックの結果
  - 初体験
  - 盗まれた自転車
  - 子供のケガ
- 小籔千豊
  - 新喜劇の新人面談にて…
  - 新喜劇の若手・中
  - 結婚式
  - 元新喜劇の別所さん[48]
- 宮迫博之
  - 親父と海釣り
  - 好きな食べ物
- 綾部祐二
  - 女社長と食事
  - 年寄り扱いを嫌がる女性
- 又吉直樹
  - 初めてのロケ
  - 太宰をしのぶ会にて…

### プレミアムライブin仙台　(2014年9月7日)
- 松本人志
  - 北海道旅行
  - 歯医者さん
  - 家がガス爆発
  - 掛かりつけのお医者さん
- 千原ジュニア
  - 三又又三
- 宮川大輔
  - “Ｍ”の女の子[49]
  - 三又又三[50]
  - アントニオ猪木が飛行機にて…
- 星田英利
  - タクシー乗り場にて…
  - カツラのおっちゃん
- 河本準一
  - フィリピンパブにて…
  - 独占インタビューの記事
- ケンドーコバヤシ
  - 世の中に神はいない…
  - ケンコバの思い
  - 先輩の教え
- 木村祐一
  - タレカツ丼のお店にて…
  - 閉店の知らせの張り紙
  - イタリアンレストランにて…[51]
  - 外国の警備員
  - 音のプロ
  - 大河の台詞
- 三又又三
  - さとう宗幸さん
  - 飲み会にて…
  - 大阪旅行
  - 収録終わりの食事にて…[52]
  - 本当の“猪木が飛行機にて…”[53]

### プレミアムライブin大阪　(2014年12月21日)
- 松本人志
  - うずくキンタマ
  - 三又とさだ
  - お腹が出ているさだ
- 千原ジュニア
  - 駅のトイレ
- 宮川大輔
  - 放送作家・さだ
  - 同期の女性芸人
  - 裸足の男の子
- 兵動大樹
  - 人間ドック
- 小籔千豊
  - 新喜劇の先輩芸人
  - 今別府直之
  - ベトナム旅行にて…
  - 気を遣われる
- 宮迫博之
  - ホテルベニス
  - タイ旅行にて…
- 礼二（中川家）
  - 変わった親父
  - 西川きよし師匠
- てつじ（シャンプーハット）
  - 新幹線のトイレ
  - 影のあだ名
  - ほんこん塾
  - 外国人に間違えられる

### プレミアムライブin福岡　(2015年2月1日)
- 松本人志
  - ホームパーティー
  - 車検から返ってきた車
- 千原ジュニア
  - 寝台列車にて…
  - 後輩芸人・中本
  - アンガールズ山根
- 宮川大輔
  - 思春期の好奇心
  - お風呂屋さん
- 兵動大樹
  - 気になる曲[54]
- 小籔千豊
  - 桂吉弥
  - 島木譲二
- 秋山竜次
  - お絵描き水族館
  - 個室ビデオ
  - 2人で営業
  - ウチダナオヤ
  - “高倉健”好きの父親
- 博多華丸
  - 浜田雅功 初めての福岡
  - 干支の動物占い
  - 体育祭
- 博多大吉
  - 松本人志 初めての福岡
  - 情報番組にて…
  - 嵐のコンサート
  - メスのカブトムシ

### プレミアムライブin沖縄　(2015年3月27日)
- 松本人志
  - 親の家
  - 宝塚歌劇団
  - バイきんぐ小峠
  - 娘がでべそ気味
- 千原ジュニア
  - モロッコにて…
  - 女性マネジャー
  - そんなことある？
  - インフルエンザ発症
  - 後輩とフランス旅行
  - 甥っ子
- 宮川大輔
  - 同期の女性芸人
  - 松本さんと沖縄旅行[55]
  - アントニオ猪木が飛行機にて…
- 星田英利
  - 母親からの電話
  - 眼科にて…
- ケンドーコバヤシ
  - インフルエンザ発症
  - 映画のキャンペーンボーイ
  - アントニオ猪木が飛行機にて…[56]
- 木村祐一
  - アンティークショップ
  - 連続で言う
- 宮迫博之
  - 大病を患って…
  - 沖縄旅行
  - ロシア行きの飛行機にて…